# Plano (Teksas)
Plano – miasto w Stanach Zjednoczonych, w stanie Teksas, w obszarze metropolitalnym Dallas–Fort Worth. Według spisu w 2020 roku liczy 285,5 tys. mieszkańców i jest dziewiątym co do wielkości miastem Teksasu.
Miasto jest znane z tego że są w nim zlokalizowane siedziby wielu dużych korporacji. Są to między innymi takie nazwy firm jak: Toyota, Liberty Mutual, JPMorgan Chase, Intuit, Bank of America, Ericsson, McAfee, Frito-Lay, Pizza Hut, Hewlett Packard Enterprise, PepsiCo i FedEx Office.
Imigracja spowodowała, że Plano ma ósmy co do wielkości odsetek populacji azjatyckiej wśród amerykańskich miast. W latach 2000–2019, populacja azjatycko-amerykańska w Plano wzrosła blisko trzykrotnie z 22 594 do 63 686 osób.

## Demografia
Według danych z 2019 roku 64,1% mieszkańców stanowiła ludność biała (51,9% nie licząc Latynosów), 22,3% to Azjaci, 9,6% to Afroamerykanie, 2,6% miało rasę mieszaną, 0,2% to rdzenna ludność Ameryki i 0,15% to Hawajczycy i mieszkańcy innych wysp Pacyfiku. Latynosi stanowili 13,6% ludności miasta.
Do największych grup należą osoby pochodzenia hinduskiego (11,0%), meksykańskiego (9,5%), angielskiego (9,1%), afroamerykańskiego, niemieckiego (8,1%), „amerykańskiego” (7,5%), irlandzkiego (6,3%) i chińskiego (6,0%).

## Urodzeni w Plano
- Lance Armstrong (ur. 18 września 1971), amerykański kolarz, 7-krotny zwycięzca Tour de France[6]
- Kevin McHale (ur. 14 czerwca 1988), aktor i piosenkarz
- Carl Greenblatt (ur. 17 czerwca 1972), scenarzysta i rysownik
- Gayle (ur. 10 czerwca 2004 r.), piosenkarka

## Gospodarka
W mieście rozwinął się przemysł wysokich technologii, spożywczy oraz bawełniany.

## Miasta partnerskie
- Brampton, Kanada
- San Pedro Garza García, Meksyk
- Xinzhu, Tajwan